# Cidones
Cidones település Spanyolországban, Soria tartományban. Cidones Abejar, Soria, Vinuesa, Golmayo és Villaciervos községekkel határos. Lakosainak száma 314 fő (2024).

## Népesség
A település népessége az elmúlt években az alábbi módon változott:
| Lakosok száma | 346  | 357  | 346  | 367  | 347  | 335  | 320  | 301  | 306  | 314  |
|               | 2001 | 2004 | 2007 | 2009 | 2012 | 2014 | 2017 | 2019 | 2022 | 2024 |